# مستشفى الأمل للولادة
مستشفى الأمل للتوليد مستشفى تأسس عام 1983، يقع في منطقة دوار الداخلية جبل الحسين في مدينة عمان عاصمة الأردن.

## الخدمات الطبية المقدمة
المستشفى متخصص في أمراض النساء والتوليد والطب الإنجابي ويتكون من عدة أقسام أهمها وحدة الاخصاب، وقسم الأطفال والنسائية والتوليد، عدد الأسرّة 33 سريراً.

## وصلات خارجية
- الموقع الرسمي لوزارة الصحة في الأردن